# شهرستان قارغالی
شهرستان قارغالی (به قزاقی: Қарғалы ауданы، قارعالى اۋدانى) یک منطقه در قزاقستان است که در استان آقتوبه واقع شده‌است.

## خصوصیات
شهرستان قارغالی ۱۶٬۷۴۱ نفر جمعیت دارد.